# Sol Aragones
Pour les articles homonymes, voir Aragonés.
Marisol Castillo Aragones-Sampelo, ou Sol Aragones, est une journaliste et femme politique philippine née le 6 novembre 1977 à San Pablo (Laguna).

## Carrière
Diplômée de l'université des Philippines à Los Baños, elle travaille comme journaliste et présentatrice à ABS-CBN de 1998 à 2012, et tient aussi une émission de radio à DZMM-AM.
En 2012, elle rejoint le parti United Nationalist Alliance et se présente en 2013 pour les élections législatives dans la troisième circonscription de Laguna. Elle remporte l'élection, et est réélue en 2016 pour un second mandat, jusqu'en 2019. Au Congrès, elle propose notamment des lois en faveur des personnes LGBT et des femmes enceintes, ainsi que pour la prévention des grossesses précoces.